# 아이비콘
아이비콘(영어: iBeacon)은 실내 측위 시스템을 위한 애플의 등록상표 로서, 애플에서 밝힌 내용에 따르면, "iOS 7 기기들에 자신의 위치를 알릴 수 있는, 새로운 형태의 저전력, 저비용의 전파발신장치"이다. 이 기술을 이용하여 스마트폰 또는 이와 유사한 기기가 iBeacon에 접근할 경우 특정 동작을 수행하게 할 수 있다.
응용 사례 중 하나로 스마트폰이 대략적인 위치나 정보를 파악할 수 있게 해줄 수 있다. 아이비콘의 신호를 수신한 스마트폰의 앱이, 해당 스마트폰과 업소 내에 설치된 아이비콘 간의 대략적인 거리를 파악할 수 있다. 아이비콘의 신호를 수신받은 앱은 스마트폰상에 근처에서 판매 중인 상품에 대한 알림을 표시해 줄 수 있고, 또한 업소 내에 설치된 POS 단말기와 직접 연동될 때 구매자가 현금이나 카드를 이용하지 않고도 제품을 구매할 수 있다. 아이비콘 기술은 블루투스 저전력(BLE) 기술을 이용하여 구현되었으며, 이는 블루투스 스마트로 알려져 있기도하다.
아이비콘은 블루투스 저전력 근접인식 을 이용하여 특정 앱이나 OS에서 지정한 범용 고유 식별자를 전송할 수 있다. 이 식별자를 확인하기 위해, 인터넷을 검색하는 등의 작업을 통해 검색된 iBeacon의 물리적인 장소를 확인하거나, 디바이스에 소셜 네트워크 서비스에 체크인하거나 푸시 기법을 이용하여 알림을 표시하는 등의 특정 동작을 시작하라는 신호를 줄 수 있다.
다양한 업체에서 아이비콘을 개발하고 있으며, 작은 코인 배터리를 이용한 것이나 USB형태, 그리고 기존 블루투스 4.0 호환 동글 형태 등 다양한 형태 가 있다.

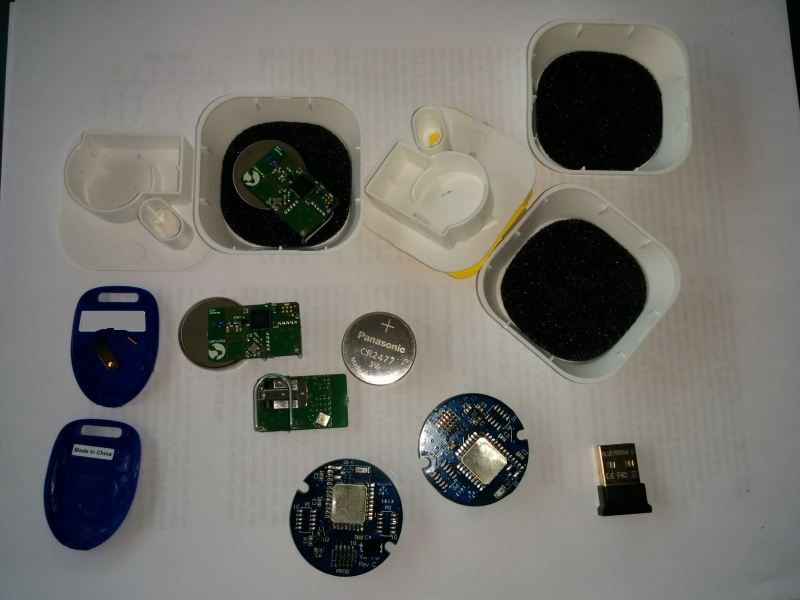
An assortment of iBeacons from different vendors

## 기능
아이비콘 설치 시, 일반적으로 각 아이비콘은 고유한 식별자를 송신하며, 이러한 아이비콘을 하나 이상 특정 지역에 위치시키게 된다. 이 신호를 수신한 소프트웨어는 아이비콘을 확인할 수 있고 이를 응용하여 다양한 기능을 수행할 수 있는데, 예를 들면 이용자에게 알림 메시지를 보여주는 등의 기능을 수행할 수 있다. iBeacon에 GATT(GATT)를 이용하여 직접 접속하여 정보를 요청할 수도 있다. 아이비콘은 단말에 푸쉬를 직접 주거나 하지는 않으며, 다만 자신의 식별자를 송신하는 역할만을 수행한다.

### 영역 감시
영역 감시(Region monitoring)를 이용하여 최대 20개의 영역에 대해 (비콘의 식별자 송신 신호를 수신하는) 백그라운드 동작을 할 수 있으며, 서로 다른 델리게이트를 이용하여 등록된 앱 (그리고 이용자)가 영역에 출입하는 순간을 확인할 수 있다. 이 동작은 앱이 백그라운드에 있거나, 스마트폰이 잠겨져 있어도 수행된다. 영역 감시는 또한 닫힌 앱이 한 영역에 대하여 진입에 반응할 수 있도록, iOS의 기능 중 하나인 작은 윈도우 화면을 출력하는 것을 허용한다.

### 거리 측정
거리 측정은 포그라운드에서만 동작하며, 식별자(UUID 등)를 이용하여 확인한 모든 비콘에 대한 정보를 돌려보낸다.
iOS 기기는 아이비콘의 신호 세기를 측정하여, 아이비콘과의 거리를 확인할 수 있다. 아이비콘과 수신기기와의 거리는 3단계로 나뉜다.
아이비콘은 Advertising Packet 내에 1m 거리에서의 수신감도(평균 59~60dBm) 기준값을 포함하여 브로드캐스팅 하고 스마트 기기에서는 이 값과 실제 수신감도를 비교하여 아이비콘과 스마트 기기 사이의 거리를 추정하여 거리에 따른 이벤트 발생을 제어한다.
- 눈앞의(immediate) : 수 센티미터 정도의 거리
- 가까운(Near) : 수 미터 정도의 거리
- 떨어진(Far) : 10미터 이상 떨어져 있는 정도

애플에서는 아이비콘 거리 측정에 대한 기준을 위 3가지의 경우로만 정의하였는데 그 이유는 Near 단계를 넘어서면 주변 환경에 따라 RF 굴절, 반사 등에 의해 정확한 거리 측정이 힘들어서 그 이상의 거리는 Far로 묶어서 정의하였다.
아이비콘은 이용자가 영역에 들어왔을 때, 나갔을 때, 머물렀을 때 등의 경우 이용자와의 거리에 대해 브로드캐스트 할 수 있는 기능을 가지고 있다. 비콘과의 거리에 따라 이용자는 세 가지 단계의 알림을 받을 수 있기 때문에, 이를 응용한 기능을 구현할 수 있다.
아이비콘의 최대 신호도달 거리는 설치 지역과 설치 방식에 따라 다르며, 아이비콘이 설치된 지역 내의 장애물(예를 들면 가죽가방 속이나, 두꺼운 케이스) 또한 영향을 준다. 표준 비콘은 약 70미터 정도의 신호 도달거리를 가진다. 장거리 비콘은 최대 450미터까지 신호를 발신할 수 있다.

### 설정
아이비콘의 송신 주파수는 설정을 통해 변경될 수 있으며, 아이비콘 호환 장치별로 별도의 설정 기능이 존재할 수 있다. 송신 주기와 송신 강도는 아이비콘의 배터리 소모량에 영향을 크게 미친다. 아이비콘은 미리 설정된 설정값을 가지고 있으며, 이 중 major와 minor를 포함한 일부 설정값은 개발자가 변경할 수 있다. major와 minor 값은 구분자로 이용되며 특정 비콘에 접속하거나, 동시에 둘 이상의 비콘을 이용하고 싶을 때 설정하면 된다. 일반적으로는, 한 장소에 많은 수의 비콘을 설치할 때는 모두 동일한 UUID를 이용하도록 설정하고, major와 minor 값을 설정하여 각각 구분된 영역 또는 공간을 설정하게 된다. 예를 들면, 한 가게 안의 모든 비콘의 major 값을 동일하게 설정하고, minor를 각각 다르게 설정하여 각각의 아이비콘을 구분하도록 설치할 수 있다.

## 전력소모

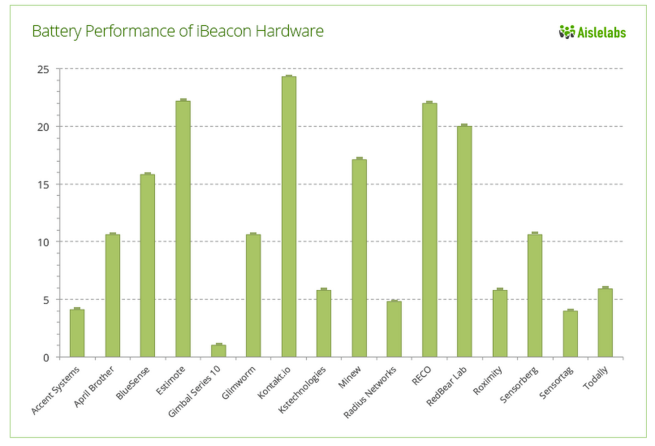
주요 16개 비콘의 전력 소모 비교(월 단위, 높을 수록 더 좋음) Aislelabs' The Hitchickers Guide to iBeacon Hardware'에서 발췌

블루투스 LE프로토콜은 이전의 블루투스 클래식에 비해 확연하게 차이 날 정도로 배터리 효율이 더 높다. 텍사스 인스투르먼트, 노르딕 세미컨덕터, CSR 등의 칩셋 제조사에서 iBeacon을 위해 최적화된 칩셋을 공급하고 있다. 전력 소모량은 iBeacon의 설정값, 특히 전송 주기(Advertising frequency 또는 Advertising interval) 와 전송 강도(TxPower)에 크게 영향을 받는다.
16개 사의 비콘의 전력 소모량을 측정해 본 결과, 대부분 1~24개월 동안 이용 가능한 것으로 확인되었다. 애플에서는 전송 주기를 100ms로 이용할 것을 표준으로 정해놓고 있으며, 이 기준이 적용될 때 코인 셀을 이용한 비콘은 1~3개월 정도의 수명을 가진다. 전송 주기를 900ms까지 늘릴 경우, 수명이 2~3년으로 증가했다.

## 같이 보기
- 에어태그